# Vitré, Deux-Sèvres
Vitré var en kommun i departementet Deux-Sèvres i regionen Nouvelle-Aquitaine i västra Frankrike. Kommunen låg i kantonen Celles-sur-Belle som tillhör arrondissementet Niort. Området som utgjorde den tidigare kommunen Vitré hade 536 invånare år 2017.
Kommunen upphörde den 1 januari 2013, då den slogs samman med kommunen Beaussais till den nya kommunen Beaussais-Vitré.

## Befolkningsutveckling
Antalet invånare i kommunen Vitré
| Referens: INSEE |